# جزر ماساليمبو
جزر ماساليمبو (بالإندونيسية : Kepulauan Masalembu) وهي مجموعة جزر ضمن جزر إندونيسيا، تُشكل أرخبيلًا صغيرًا في بحر جاوة شمال جزيرة مادورا في إندونيسيا، تقع في منتصف الطريق تقريبًا بين مادورا وبورنيو، وتشكل جزءًا من مقاطعة ماساليمبو في مقاطعة سومينيب وتقع في إقليم جاوة الشرقية، يتكون الأرخبيل من ثلاث جزر رئيسية: ماساليمبو ، وماساكامبينغ ، وكاراميان .